# Червен
Че́рвен, Червень — град (го́род) у Волинській землі, центр удільного князівства, т. з. Червенських городів на лівому березі р. Гучви, біля лівого берега гирла Сенюхи (пол. Siniocha). Нині — городище біля с. Чермно Тишовецької ґміни Люблінського воєводства, Польща.
Вперше згадане в літописній статті 981 року, де розповідається про похід київського князя Володимира Святославича, за версією Ю. Диби та І. Мицька та інших авторів, «до лехів», за давнішими версіями — «на ляхів», коли до Київської Русі було приєднано «Червен, Перемишль та інші міста».
Вважається, що Червен у 1-й половині 11 сторіччя був центром Червенських городів.
Під 1225 у Галицько-Волинському літописі згадується Червенська земля, що була, як вважають, однією з територіальних складових Волинської землі.
В історіографії поширена думка, що Червен був столицею удільного князівства. Відомо лише про одного князя, який сидів у Червені, — Всеволода Всеволодича (онук Мстислава Ізяславича. Згадується як червенський князь у Галицько-Волинському літописі під 6713, фактично йдеться про події 1208—10).
Востаннє Червен згадується під 6797 (1289).

## Археологія
Червен ототожнюють із комплексом археологічних пам'яток (до якого входить городище Велике Замчисько) біля села Чермно Томашівського повіту Люблінського воєводства Польщі, при впадінні річки Синюха до річки Гучва (притока Західного Бугу, водосточища Вісли).
Перші розкопки здійснив 1940 український археолог Левко Чикаленко. У 1952, 1976—79, 1985, 1997, 2010—11 дослідження проводили польські археологи.
Поселенський комплекс Червеня (площа біля 40 га) складається з городища/дитинця (155⨯119 м) з валами висотою до 6 м, підгороддя з рештками валів, відкритих поселень, могильників. Окремі частини поселення сполучалися в умовах заболоченої місцевості дерев'яними помостами та греблями.
Культурний шар на городищі та підгородді сягає 2—2,5 м і датується 10—13 сторіччями. У ньому виявлено рештки житлових та господарських будівель, печі та вогнища, у східній частині городища досліджено могильник та зафіксовано сліди мурованого храму. Найбагатше представлені матеріали 12—13 сторіч — періоду розквіту міста.
В останні роки методом детекторного зондування проведено детальну планіграфічну фіксацію на площі 10 га у межах городища та підгороддя. Виявлено близько 2,5 тисяч предметів, у тому числі більше 400 так званих дорогичинських пломб (див. також Дорогичин), 20 свинцевих печаток, які пов'язують з волинськими і київськими князями (Давидом Ігоровичем, Ярославом Святополковичем, Рюриком Ростиславичем та іншими), енколпіони (складані хрести, в які вміщували частки мощей), іконки, ремісничі знаряддя, предмети побуту, зброю та інше.
Серед найцікавіших знахідок на городищі — два скарби прикрас (срібні з позолотою браслети-наручні, колти, сережки, персні та інше), які належали жінкам з князівсько-боярського середовища.